# Kärleksromanen
Kärleksromanen, pocketbokserie med kärleksromaner, oftast i historisk miljö. Serien utgavs 1977-1985 av B. Wahlströms bokförlag. Romanerna hade tidigare givits ut i andra serier i inbundet skick.
| Volym | Författare         | Titel                     | Utgivningsår |
| ----- | ------------------ | ------------------------- | ------------ |
| 1     | Barbara Cartland   | Att äga att älska         | 1977         |
| 2     | Anne Maybury       | Pojken i palatset         | 1977         |
| 3     | Sylvia Thorpe      | Natten lämnar inga spår   | 1977         |
| 4     | Constance Heaven   | Natasja                   | 1977         |
| 5     | Barbara Cartland   | Hotad till livet          | 1977         |
| 6     | Anya Seton         | Det hände på Dragonwyck   | 1978         |
| 7     | Constance Heaven   | Tro på mig Natasja        | 1978         |
| 8     | Barbara Cartland   | Flickan från Fyra vindar  | 1978         |
| 9     | Sylvia Thorpe      | Brottslig oskuld          | 1978         |
| 10    | Jean Plaidy        | Bortom de Blå bergen      | 1978         |
| 11    | Sarah Farrant      | Kärleken är blind         |              |
| 12    | Ruth Willock       | Det förflutnas skugga     |              |
| 13    | Sarah Farrant      | Av ätten Kimberley        |              |
| 14    | Sylvia Thorpe      | Svarte ryttaren           |              |
| 15    | Sarah Farrant      | I mina drömmar            |              |
| 16    | Georgette Heyer    | Arabella                  |              |
| 17    | Georgette Heyer    | Familjens svarta får      |              |
| 18    | Sarah Farrant      | Långt från din kärlek     |              |
| 19    | Sarah Farrant      | Någon att lita på         |              |
| 20    | Jasmine Cresswell  | Ödesdigert arv            |              |
| 21    | Laura London       | Mitt hjärtas hemlighet    |              |
| 22    | Veronica Black     | Skuggan av Margaret       |              |
| 23    | Robin Anne Selby   | Labyrintens gåta          |              |
| 24    | Sandra Wilson      | Jessica                   | 1980         |
| 25    | Daniella Dorsett   | Kärleksduellen            |              |
| 26    | Maureen Stephenson | Gården på heden           | 1980         |
| 27    | Sylvia Thorpe      | Allt för kärleken         |              |
| 28    | Constance Heaven   | Som ljuvaste musik        | 1980         |
| 29    | Rona Randall       | Gåtan på Dragonmede       |              |
| 30    | Constance Heaven   | Älska ej din fiende       |              |
| 31    | M. Mayhew          | För stolt för kärlek      |              |
| 32    | Sylvia Thorpe      | Mannen i mitt hjärta      |              |
| 33    | Ellen J. French    | Din lycka är min          |              |
| 34    | V. Johnston        | Tornrummets hemlighet     |              |
| 35    | Mira Stables       | Flicka utan namn          |              |
| 36    | Helen Tucker       | Kärlek på villovägar      |              |
| 37    | Rhona Uren         | Oväntat arv               |              |
| 38    | Vanessa Blake      | Lordens arvinge           |              |
| 39    | Patricia Bird      | Juvelernas gåta           |              |
| 40    | J.A. Hodge         | Bortom all min längtan    |              |
| 41    | Marnie Ellingson   | Maskerad kärlek           |              |
| 42    | Jasmine Cresswell  | Brud mot sin vilja        |              |
| 43    | Anne Hillary       | Kärlek utan hopp          | 1982         |
| 44    | Barbara Paul       | Halewoods förbannelse     |              |
| 45    | Catherine Fellows  | Dansens virvlar           |              |
| 46    | Velda Johnston     | En Kvinnas heder          |              |
| 47    | Kate Ward          | Skuggor över paramount    | 1983         |
| 49    | Vanessa Blake      | En passande hustru        |              |
| 50    | Velda Johnston     | Silverdelfinen            |              |
| 51    | Leslie O'Grady     | Porträttet av Nora        |              |
| 52    | Solveig Hall       | Mitt hjärta följer vinden |              |
| 53    | Elizabeth Renier   | Jag ger dig min kärlek    |              |
| 54    | Josephine Edgar    | Kvinnorna på Wildersley   | 1983         |
| 72    | Katharine Gordon   | Det förlorade paadiset    | 1985         |